# Aiacucho (distrito)
Ayacucho ou, em português, Aiacucho é um distrito do peru, departamento de Ayacucho, localizada na província de Huamanga.

## Transporte
O distrito de Ayacucho é servido pela seguinte rodovia:
- PE-3S, que liga o distrito de La Oroya à Ponte Desaguadero (Fronteira Bolívia-Peru) - e a rodovia boliviana Ruta 1 - no distrito de Desaguadero (Região de Puno)
- PE-28A, que liga o distrito à cidade de San Clemente (Região de Ica)
- PE-3SL, que liga o distrito à cidade de Ocros
- PE-26B, que liga o distrito de Huancavelica (Região de Huancavelica) à cidade de Pacaycasa (Região de Ayacucho) [2][3][4]